# Fradswell
Fradswell är en civil parish i Storbritannien.   Den ligger i grevskapet Staffordshire och riksdelen England, i den södra delen av landet, 200 km nordväst om huvudstaden London. Antalet invånare är 174. Arean är 5,8 kvadratkilometer.
Terrängen i Fradswell är platt.